# Delta tropicale
Delta tropicale är en stekelart som först beskrevs av Henri Saussure 1852.  Delta tropicale ingår i släktet Delta och familjen Eumenidae. Inga underarter finns listade i Catalogue of Life.